# Васильки (Краснохолмский район)
Васильки— деревня в Краснохолмском районе Тверской области. Относится к Лихачёвскому сельскому поселению. В 2006—2012 годы входила в состав Мартыновского сельского поселения, до 2006 года центр Васильковского сельского округа.
Находится в 30 км к северо-востоку от районного центра города Красный Холм, на левом берегу реки Ламь.
Население по переписи 2002 года — 104 человека, 45 мужчин, 59 женщины.

## История
Во времена Тверской губернии, граница губернии проходила по реке Ламь напротив деревни. За рекой был Мологский уезд Ярославской губернии.
В Списке населенных мест Весьегонского уезда 1859 года значится казённая деревня Васильки, 61 двор, 465 жителей. Во второй половине XIX — начале XX века деревня относилась к Дроздеевскому приходу Мартыновской волости Весьегонского уезда. В 1888 году — 114 двора, 562 жителя, кроме сельского хозяйства жители занимаются промыслами: плотники, валяльщики, торговцы, уходят извозчиками в Санкт-Петербург.
По переписи 1920 года в деревне Васильках 134 двора, 619 жителей, она центр одноимённого сельсовета Мартыновской волости Краснохолмского уезда.
В 1940 году деревня центр Васильковского сельсовета Овинищенского района Калининской области.
В 1997 году — 56 хозяйств, 159 жителей. Администрация Васильковского сельского округа, центральная усадьба и правление колхоза «Новый путь», неполная средняя школа, ДК, библиотека, медпункт, почта, филиал сбербанка, магазин.